# Codex Demidovianus
Der Codex Demidovianus (Siglum dem, Nr. 59 nach Beuron) ist eine Handschrift aus dem 13. Jahrhundert.
Sie enthält den Text der Apostelgeschichte, der Paulusbriefe, der katholischen Briefe und der Offenbarung in der lateinischen Übersetzung der Vulgata mit Textstellen aus der älteren Fassung der Vetus Latina. Außerdem sind zu den Paulusbriefen der Euthalianische Apparat und Kommentare zum Buch der Offenbarung aufgeführt. Der Text zeigt Lyoner (burgundisches) Lokalkolorit.
Die Handschrift befand sich im 18. Jahrhundert im Besitz des russischen Magnaten Pawel Grigorjewitsch Demidow. Seitdem ist ihr Aufbewahrungsort unbekannt.
Der Text wurde von Christian Friedrich von Matthaei in Novum Testamentum. Vol. IX. Rigae 1782-88. p. XXX-XXXIII gedruckt.